# 多馬日利采

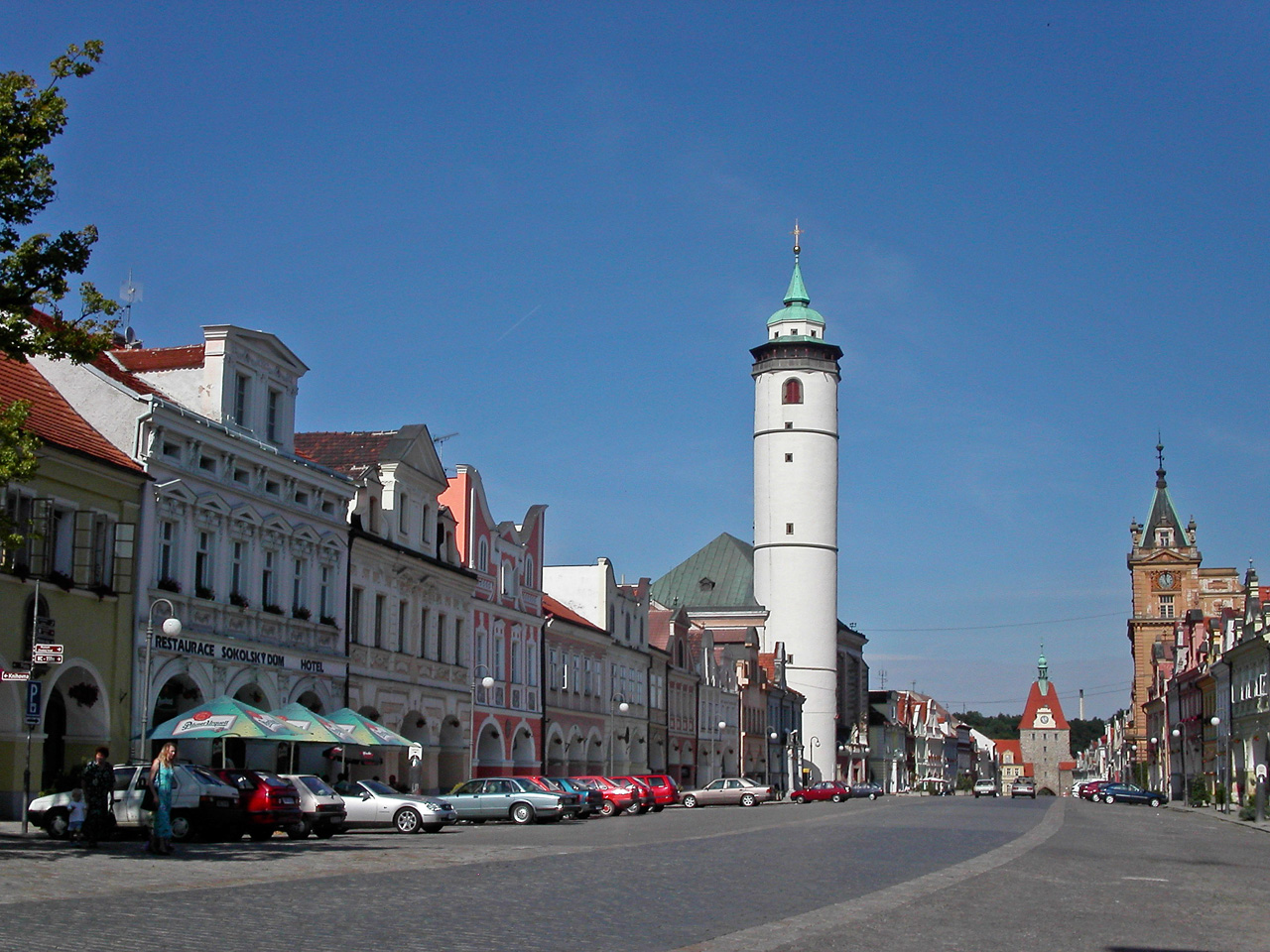

多馬日利采是捷克的城鎮，位於該國西南部，距離首府比爾森53公里，由比爾森州負責管轄，面積24.61平方公里，海拔高度428米，2007年人口10,970。

## 外部連結
- http://www.domazlice.info （页面存档备份，存于） - Official site of Domažlice
- Domažlice （页面存档备份，存于） （英文）
- http://www.idomazlice.cz （页面存档备份，存于） - Information service of Domazlice